# Ист Рандолф (Њујорк)
Ист Рандолф (енгл. East Randolph) град је у америчкој савезној држави Њујорк.

## Демографија
По попису из 2010. године број становника је 620, што је 10 (-1,6%) становника мање него 2000. године.
| Група             | 2000.       | 2010.       |
| Белци             | 581 (92,2%) | 562 (90,6%) |
| Афроамериканци    | 22 (3,5%)   | 18 (2,9%)   |
| Азијати           | 6 (1,0%)    | 2 (0,3%)    |
| Хиспаноамериканци | 11 (1,7%)   | 35 (5,6%)   |
| Укупно            | 630         | 620         |